# Lepus hainanus
Lepus hainanus (Заєць хайнаньський) — вид ссавців ряду Зайцеподібні.

## Поширення
Країна проживання: Китай (Хайнань). Був знайдений від рівня моря до приблизно 300 м. Мешкає на луках.

## Поведінка
Це одиночні тварини, які активні вночі або в сутінках. Не живуть у норах, але ховаються в кущах.

## Морфологічні ознаки
Досягає максимальної довжиною 40 см і важить всього 1,5 кг. Голова маленька й кругла. Він має довгі вуха, які довші, ніж задні лапи. Верхня частина хвоста чорна, нижня — біла. Він має більш барвисте хутро, ніж більшість інших зайців: спина буро-чорна і біла, черево біле, шерсть на боках являє собою суміш коричнево-жовтого і коричнево-білого, кінцівки темно-коричневі.